# 貞元新定釈教目録
『貞元新定釈教目録』（じょうげん しんじょう しゃくきょう もくろく）とは、中国唐の円照が勅を奉じて編纂した経録（仏典目録）である。30巻。800年（貞元16年）に徳宗に上進された。「貞元録」と略称される。

## 概要
『開元釈教録』の成立後、玄宗・粛宗・代宗・徳宗の四朝70年を経て、開元年間（713年 - 741年）以来に訳出された仏典を追加するために、貞元15年（799年）に徳宗の勅令によって編纂が開始され、翌年に成った経録である。
貞元録は、高麗大蔵経のみに伝存し、現行の大蔵経類は、全てそれに依拠して後世の訂補が加えられている。また、日本には、唐代に将来された写本系統の伝本が遺存しており、そこには、後に削除された三階教典籍が記載されている。

## 構成
- 総録
  - 特承恩旨録 - 「開元録」未収の、諸経論の大蔵経への入蔵牒を収録している。
  - 総集群経録 - 「開元録」の「総括群経録」に相当する。それを転載した上に、追加の70余年の記事を加えている。
- 別録
  - 分乗蔵差殊
  - 明賢聖集伝

## テキスト
- 『大正新脩大蔵経』巻55「目録部」